# 成長円錐

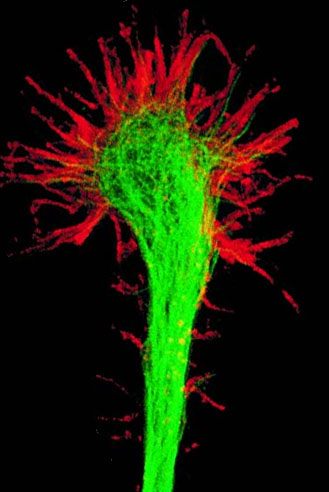
成長円錐

成長円錐（せいちょうえんすい）は、2次元培養された初代培養神経細胞の神経突起の先端に観察される扇状の構造である。軸索の先端の構造を指して成長円錐ということが多いが、実際には樹状突起の先端にも類似の構造が観察される。N1E-115のような神経細胞株の神経突起の先端にも類似の構造があり、それも成長円錐と言われることもある。生体内、つまり3次元培養の状態にある神経細胞の突起先端にも同様の構造が観察されているが、形態は扇というよりは銛に近いとされている。
成長円錐は基本的には発生過程の神経系で見られるものの反映と考えることができ、軸索先端の成長円錐はやがて、標的となる神経細胞の樹状突起あるいは筋肉（運動神経・感覚神経の場合）に接近して形態変化を起こし、前シナプス部となる。

## 成長円錐の構造
成長円錐は2つの部分からなる。セントラルドメイン（中央区域、定訳ではない）とペリフェラルドメイン（末梢区域、同じ）である。セントラルドメインは扇の要に近い部分で微小管に富み、小胞や細胞内小器官も多い。ペリフェラルドメインは扇の周辺部でアクチン繊維に富み、形態変化が著しい。ペリフェラルドメインはアクチン束とその間の葉状仮足（様構造）という形からなり、アクチン束はそのまま細胞外に突き出て糸状仮足（様構造）となる。最近は、セントラルドメインとペリフェラルドメインの間に、ミオシンによって強く束ねられたacrin arcからなるトランジションゾーン（移行帯）を入れて3つの部分からなるとすることも多い。

## 成長円錐の機能
成長円錐は軸索ガイダンスにおいて主要な役割を果たす。成長円錐上には、各種のガイダンス因子に対するレセプターが存在し、細胞外のガイダンス因子の濃度勾配に応じて、誘引あるいは反発を示す。軸索を途中で切断する実験により、成長円錐自体がある程度自律的に自分の伸展方向の決定をしていることが示されている。レセプターから誘引あるいは反発の実体である細胞骨格と膜の変化の間のシグナル伝達については多くの情報が蓄積されており、カルシウムおよびcAMP/cGMP、イノシトールリン脂質、RhoファミリーG蛋白質などがキー分子であることが明らかにされている。しかしながら、それらの構成するネットワークについてはまだ不明の部分が多い。

## 成長円錐と走化性
成長円錐による軸索ガイダンスは、より一般的に走化性の一種であるとみることができる。走化性のうち、そのメカニズムについて現在詳しく調べられているのは、大腸菌、粘菌（例：cAMPに対する応答）、血球系細胞（例：fMLPに対する応答）、繊維芽細胞（PDGFに対する応答）、神経細胞の成長円錐である。粘菌、血球系細胞、繊維芽細胞、神経細胞の成長円錐については多くの共通点があることが指摘されている一方で、いくつかの点について明確な違いも報告されている。しかしながら、それらの相違点についてはまだ広く受け入れられた見解は存在しない。